# Robert C. Kruijt
Robert C. Kruijt ( 1966 ) es un botánico taxónomo neerlandés. Es especialista en la familia de las euforbiáceas. Obtuvo su doctorado con una tesis defendida por el Instituto de Systematische PlantkundederRijks en la Universidad de Utrecht.

## Algunas publicaciones

### Libros
- robert c. Kruijt. 1996. A Taxonomic Monograph Of Sapium Jacq., Anomostachys (Baill.) Hurus., Duvigneaudia J.Léonard And Sclerocroton Hochst. (Euphorbiacaea Tribe Hippomaneae). Ed. Schweizerbart'sche. 110 pp. ISBN 3510480171

- -----------------------. 1888. A monograph of the genera Dicranolejeunea and Acanthocoleus. Berlín: Cramer in d. Borntraeger-Verl.-Buchh.
- La abreviatura «Kruijt» se emplea para indicar a Robert C. Kruijt como autoridad en la descripción y clasificación científica de los vegetales.[1]